# Червень 2011
Че́рвень 2011 — шостий місяць 2011 року, що розпочався у середу 1 червня та закінчився у четвер 30 червня.

## Події
- 1 червня
  - Комітет ІЮПАК визнав відкриття трансуранових елементів Унунквадію та Унунгексію.[1]
  - Заявлено про відкриття Halicephalobus mephisto — єдиного з досі відомих багатоклітинних організмів, що живе в найглибших шарах земної кори.[2]
- 2 червня
  - Латвійський парламент обрав Андріса Берзіньша новим президентом країни[3].
  - У Німеччині вже 17 людей стали жертвами кишкової інфекції[4].
  - «Майкрософт» представила нову операційну систему Windows 8.[5]
  - Комісія ООН визнала неефективною боротьбу з розповсюдженням наркотиків і виступила за їхню легалізацію[6][7].
- 3 червня
  - Сили НАТО розбомбили в Лівії український гуртожиток[8].
  - Комп'ютерна мережа компанії Sony зазнала чергової хакерської атаки. Зловмисникам вдалося отримати доступ до особистої інформації більше 1 млн користувачів[9].
- 4 червня
  - На аеродромі «Бородянка», що на Київщині відбувся фестиваль майстрів авіамодельного спорту «Аерошок». Цей фестиваль є унікальним і найбільшим авіамодельним заходом в Україні.[10]
  - Китайська тенісистка Лі На, перемігши на Відкритому чемпіонаті Франції, стала першою азіаткою, яка здобула особисту першість на Турнірі Великого шолома.[11]
- 5 червня
  - Іспанський тенісист Рафаель Надаль вшосте виграв Відкритий чемпіонат Франції. Серед жінок найкращою стала китайська тенісистка Лі На.[12]
- 6 червня
  - Федеральний уряд Німеччини вирішив закрити негайно та назавжди 8 енергоблоків атомних електростанцій та поступово до кінця 2022 року відмовитися від виробництва ядерної енергії.[13]
- 7 червня
  - У центрі Мінська відбулися масові протести автомобілістів, спричинені різким подорожчанням пального.[14]
- 10 червня
  - Європейська Комісія висловилася за прийняття Хорватії в Європейський Союз.[15]
- 13 червня
  - На референдумі більшість громадян висловилася проти різних намірів італійського уряду Сільвіо Берлусконі. Зокрема, проти подальшого використання ядерної енергії, приватизації водопостачання та проти закону, що забезпечив би імунітет прем'єр-міністрам від правосуддя.[16]
- 18 червня
  - В Бостоні на 89-ому році життя померла дисидент, радянський та російський публіцист, вдова Андрія Сахарова Олена Боннер.[17]
- 20 червня
  - Екс-президент Тунісу Бен Алі та його дружина були заочно засуджені на 35 років за звинуваченнями в розкраданні державного майна[18].
  - У передмісті Лондона Вімблдоні триває турнір серії Великого шолому — Вімблдон 2011 (20 червня — 3 липня).
- 21 червня
  - Південнокореєць Пан Гі Мун залишився на посаді генерального секретаря ООН.[19]
- 22 червня
  - Грецький уряд під керівництвом прем'єр-міністра Йоргоса Папандреу отримав вотум довіри від парламенту і, таким чином, підтримку політики суворої економії.[20]
- 23 червня
  - На 84-ому році життя помер виконавець ролі лейтенанта Коломбо в однойменному серіалі — Пітер Фальк.
  - США та Франція виведуть війська з Афганістану.[21]
  - Розпочалися переговори щодо продажу 50% акцій білоруської газотранспортної системи російському Газпрому.[22]
  - Японською компанією Fujitsu створено новий найпотужній комп'ютер у світі, що виконує 8,162 квадрильйона операцій за секунду.[23]
- 24 червня
  - Розпочався суд над Юлією Тимошенко.[24]
  - Італієць Маріо Драгі за рішенням Європейської Ради стане з 1 листопада 2011 року наступним президентом Європейського центрального банку.[25]
  - На дах АЕС «Фукусіма-1» впав безпілотний літальний апарат.[26]
  - Нью-Йорк став шостим і найбільшим штатом США, що легалізував одностатеві шлюби.[27]
- 26 червня
  - На Камчатці відбувається активне виверження вулкану Шивелуч.[28]
  - Україну прийняли до Європейського ядерного форуму як асоційованого члена.[29]
  - Британський актор Деніел Крейг, який зіграв агента 007 в двох останніх фільмах про Джеймса Бонда одружився з Рейчел Вайс.[30]
  - Перший матч шостого Чемпіонату світу з футболу серед жінок.[31]
  - Знайдено нові докази гомойотермності динозаврів.[32]
  - Джоан Роулінг написала нову розповідь про світ Гаррі Поттера.[33]
  - Автопортрет Ван Гога виявився зображенням його брата.[34]
- 27 червня
  - Міжнародний кримінальний суд видав ордер на арешт Муаммара Каддафі разом із його сином, а також голови розвідки, звинувативши їх в злочинах проти людяності впродовж громадянської війни в Лівії.[35][36]
  - Київ погодився на створення спільної з «Газпромом» керуючої структури, яка в майбутньому зможе контролювати роботу української газотранспортної системи.[37]
  - Американський суддя викликає Фірташа і Тимошенко до суду.[38]
  - Прихильники комуністичної партії Греції провели акцію протесту проти бюджетних скорочень, і захопили штурмом афінський Акрополь.[39]
- 28 червня
  - Резиденція Буковинських митрополитів внесена до списку світової спадщини ЮНЕСКО.[40]
  - Росія припинила подачу електроенергії до Білорусі через борги.[41]
  - Крістін Лаґард стане з 5 липня 2011 року першою жінкою-головою Міжнародного валютного фонду (МВФ).[42][43][44]
  - На третьому енергоблоці Запорізької АЕС спрацював аварійний захист.[45]
  - В Греції проходить загальнонаціональний страйк.[46]
- 29 червня
  - Чергова акція мовчазного протесту проти режиму Лукашенка у Мінську призвела до масових затримань учасників та журналістів.[47]
- 30 червня
  - Бундестаг прийняв майже консенсусом пакет законів про поступове закриття всіх атомних електростанцій в Німеччині до 2022 року.[48]
  - Водіям офіційно дозволили знімати і записувати інспекторів ДАІ.[49]
  - Працівники державного сектору Британії оголосили 24-годинний страйк.[50]
  - Відбулися нові сутички на площі Тахрір у Каїрі між поліцією та демонстрантами.[51]
  - Володимир Кличко і Девід Хей провели відкрите тренування перед боєм, який відбудеться 2 липня.[52]